# Gallo de Oro
Gallo de Oro är en ort i Mexiko.   Den ligger i kommunen Chiconquiaco och delstaten Veracruz, i den sydöstra delen av landet, 250 km öster om huvudstaden Mexico City. Gallo de Oro ligger 1 419 meter över havet och antalet invånare är 416.
Terrängen runt Gallo de Oro är varierad. Runt Gallo de Oro är det ganska tätbefolkat, med 75 invånare per kvadratkilometer. Närmaste större samhälle är Naolinco de Victoria, 19,3 km sydväst om Gallo de Oro. I omgivningarna runt Gallo de Oro växer i huvudsak städsegrön lövskog.